# Honnaikanahalli, Davanagere
Honnaikanahalli là một làng thuộc tehsil Davanagere, huyện Davanagere, bang Karnataka, Ấn Độ.